# گرمای نهان

گرمای نهان

گرمای نهان (به انگلیسی: Latent heat) گرمایی است که ماده در هنگام تبدیل از حالتی به حالت دیگر از دست داده یا جذب می‌کند. نام دیگر گرمای نهان «گذار فازی» است. این لفظ در سال ۱۷۵۰ میلادی توسط جوزف بلک برگزیده شد. این کلمه از لفظ لاتین Latere به معنای پنهان کردن گرفته شده‌است. اکنون این لغت به آنتالپی تبدیل نیز تعبیر شده‌است.
اثر گرما در چنین دگرگونی‌هایی برگشت پذیر است. گرمای جذب شده توسط یک جامد در هنگام مایع شدن در نقطه ذوب را گرمای نهان ذوب و گرمای جذب شده توسط یک مایع برای تبدیل شدن به بخار در فشار یک اتمسفر و در نقطه جوش را گرمای نهان تبخیر می‌گویند. این تغییر زمانی که تغییر فاز جامد به مایع داریم گرماگیر و در جهت عکس گرماده است. برای مثال در اتمسفر زمانی که یک مولکول آب از سطح آب بخار می‌شود، انرژی توسط مولکول‌های آب به بستهٔ هوایی با دمای کمتر منتقل می‌گردد. این بستهٔ هوایی آب بخار شدهٔ کمتری نسبت به اطراف خود دارد. از آنجایی که باید بر نیروهای جاذب بین ذرات آب غلبه کنیم، مرحلهٔ تبدیل یک بستهٔ آبی به یک بستهٔ بخاری نیازمند گرفتن انرژی است. اگر آب بخاری فشرده شده و به شکل مایع یا جامد تبدیل گردد، انرژی ای که قبلاً برای تبخیر شدن گرفته شده بود به صورت گرمایی محسوس آزاد می‌شود. انرژی زیاد آنتالپی انقباض بخار آب موجب می‌گردد که بخار آب از آب جوش در گرمادهی بهتر باشد.
معادلهٔ گرمای نهان ذوب به این صورت است :
{\displaystyle Q=mL}
- {\displaystyle Q}:مقدار انرژی دریافتی یا آزاد شده هنگام تغییر فاز بر حسب کیلوژول ( {\displaystyle kJ} )
- {\displaystyle m}:  جرم مادهٔ مورد نظر بر حسب کیلوگرم ( {\displaystyle kg} )
- {\displaystyle L}:  گرمای نهان ویژهٔ یک مادهٔ مشخص ( {\displaystyle {\frac {kJ}{kg}}} )

گرماهای نهان را معمولاً بر حسب واحد ژول بر مول می سنجند. گرماهای نهان انتروپی‌های تغییر فاز هستند.

## جدول گرماهای نهان
| ماده         | گرمای نهان گداخت KJ/Kg | نقطه ذوب °C | گرمای نهان تبخیر kJ/Kg | نقطه جوش °C |
| ------------ | ---------------------- | ----------- | ---------------------- | ----------- |
| الکل اتیلیک  | ۱۰۸                    | ۱۱۴-        | ۸۵۵                    | ۷۸٫۳        |
| آمونیاک      | ۳۳۹                    | ۷۵-         | ۱۳۶۹                   | ۳۳٫۳۴-      |
| دی‌اکسید کربن | ۱۸۴                    | ۵۷-         | ۵۷۴                    | ۷۸-         |
| هليوم        |                        |             | ۲۱                     | ۲۶۸٫۹۳-     |
| هیدروژن      | ۵۸                     | ۲۵۹-        | ۴۵۵                    | ۲۵۳-        |
| سرب          | ٢٣                     | ۳۷۲٫۳       | ۸۷۱                    | ۱۷۵۰        |
| نیتروژن      | ۲۵٫۷                   | ۲۱۰-        | ۲۰۰                    | ۱۹۶-        |
| اکسیژن       | ۱۳٫۹                   | ۲۱۹-        | ۲۱۳                    | ۱۸۳-        |
| تولوئن       |                        | ۹۳-         | ۳۵۱                    | ۱۱۰٫۶       |
| تربانتین     |                        |             | ۲۹۳                    |             |
| آب           | ۳۳۶                    | ۰           | ۲۴۰۰                   | ۱۰۰         |

## گرمای نهان تبخیر (میعان) آب
گرمای نهان آب به عنوان تابعی از دما تغییر می‌کند. یک رابطه تجربی از مرتبه سه می‌تواند برای تحلیل این رفتار استفاده شود.
{\displaystyle L_{water}(T)=-0.0000614342t^{3}+0.00158927t^{2}-2.36418t+2500.79}
در این رابطه دما بر حسب °C و گرمای نهان بر حسب {\displaystyle {\frac {kJ}{kg}}} بیان می‌شوند.